# Nana Pancha (banda de ska)
Nana Pancha es una de las bandas de ska más importantes procedentes de México.

## Historia
Nana Pancha se formó en 1996 en la Ciudad de México, inspirándose en la película mexicana Escuela de vagabundos para crear el nombre. En esta película, Pedro Infante interpreta una canción que habla acerca de una mujer revolucionaria, que defiende las causas justas y se da sus ratos libres para la "parranda" y la buena vida.
En 1997 grabaron su primer demo en los estudios de "La Loca Rekords" del D.F. por Juan Carlos El Loco Hernández y bajo la producción ejecutiva de Pepe Lobo Rekords. El demo constaba de 6 temas, entre ellos el sencillo "Nana Pancha" que se colocó en los primeros lugares de las listas de popularidad de la radio durante ocho semanas. De este demo, se editaron 4.000 copias, las cuales se vendieron todas.
Participó en el Colectivo Paz, Baile y Resistencia promovido por la Maldita Vecindad, junto con bandas como Sekta Core!, Salón Victoria, Los de Abajo, Royal Club y Panteón Rococó.
En 2012 falleció Hugo Monter, baterista de la banda, en un accidente vial.
Nana Pancha presentó temas de un nuevo disco Sonríe mientras puedas, el cual contiene críticas al gobierno de México, en el Prudence Fest 2015.

## Miembros
- Abraham torres, voz.
- Gregorio Amaro, teclado.
- Jaén Rebolledo, batería
- Arturo Salinas, bajo.
- Joe Santos, trombón.
- Jorge Amaro, percusión.
- César Rebolledo, guitarra
- Pascual Montaño, trompeta

### Miembros pasados
- Hugo Monter Castillo (Q. E. P. D.), batería.
- Arturo Ortega, guitarra.[10]
- Misael Luna, batería.
- Fernando Gutiérrez "Fozzie", saxofón.

Carlos jimenez (guitarra)

## Discografía

### Álbumes
- Nana Pancha (Demo) (1997)
- Armada Hasta los Dientes (1998)
- Gallo (2003)
- Flores para los Muertos (2009)
- Nana Pancha en Vivo Desde el Multiforo Alicia (2015